# Ландьона
Ландьона (італ. Landiona, п'єм. Landiona) — муніципалітет в Італії, у регіоні П'ємонт,  провінція Новара.
Ландьона розташована на відстані близько 520 км на північний захід від Рима, 75 км на північний схід від Турина, 17 км на захід від Новари.
Населення — 565 осіб (2014).
Щорічний фестиваль відбувається третьої неділі липня. Покровитель — Петро (апостол).

## Демографія
Населення за роками:

Станом на 1 січня 2023 року в муніципалітеті офіційно проживало 14 іноземців з 6 країн, серед них 5 громадян країн Євросоюзу та 2 громадяни України.

## Сусідні муніципалітети
- Арборіо
- Манделло-Вітта
- Сіллавенго
- Віколунго